# Attab ibn Assid
Attab ibn Assid ibn Abi-l-Is ibn Umayya al-Umawí (àrab: عتاب بن أسيد بن أبي العيص بن أمية الأموي, ʿAttāb ibn Asīd ibn Abī l-ʿĪṣ ibn Umayya al-Umawī), més conegut simplement com a Attab ibn Assid, (mort entre 634 i 644) fou un company del profeta Muhàmmad. Es va convertir el dia de la conquesta de la Meca i poc després, durant la batalla d'Hunayn, va rebre el nomenament de governador de la ciutat. Va conservar el govern sota Abu-Bakr as-Siddiq. Es va casar amb Juwayriya bint Abi-Jahl, promesa d'Alí ibn Abi-Tàlib.